# Conrad Busken Huet
Conrad Busken Huet (Den Haag, 28 december 1826 – Parijs, 1 mei 1886) was een Nederlandse schrijver en literatuurcriticus die een voorname rol heeft gespeeld in de Nederlandse letteren van de 19e eeuw. Zijn omvangrijke, in 1884 voltooide studie Het land van Rembrand heeft blijvende invloed gehad op de beeldvorming van Nederland in de zeventiende eeuw.

## Predikant
Huet kwam uit een hugenotenfamilie en was de zoon van een ambtenaar. Hij ging naar een Franse school en studeerde daarna vanaf april 1844 theologie in Leiden. In die tijd leverde hij enkele bijdragen aan de Studentenalmanak. Na nog een jaar studie in Lausanne (Zwitserland) werd hij Waals predikant in de Waalse kerk te Haarlem van december 1850 tot begin 1862. Hij stichtte het maandblad La Seule Chose Nécessaire (1856-1857).
Onder invloed van zijn vroegere hoogleraar J.H. Scholten (1811-1885) uit Leiden hield hij zich meer en meer bezig met de "moderne theologie", die de kloof tussen het christelijk geloof en de moderne wetenschap probeerde te dichten, onder meer door de Bijbel op dezelfde manier te onderzoeken als andere historische geschriften. Zijn bevindingen hierover lichtte hij toe in zijn catechisaties en preken. Dit leidde tot verbazing, onbegrip en ergernis bij zijn gemeente. In 1857-1858 publiceerde hij (eerst in afleveringen, daarna in boekvorm) zijn "Brieven over den bijbel". Hierin maakte hij, als eerste in Nederland, leken bekend met de moderne Bijbelwetenschap, met name met de historisch-kritische benadering. Als gevolg van deze geruchtmakende publicatie liep zijn loopbaan als predikant vast, hoezeer hij ook had benadrukt dat de Bijbel van hoge waarde was. Later zou hij stellen dat de Bijbel eigenlijk overbodig was geworden en dat de humanistische ethiek deze leemte kon vullen.
Hij huwde in 1859 de onderwijzeres Anne Dorothée van der Tholl (1827-1898), die bij hem catechisatie had gevolgd.

## Journalist

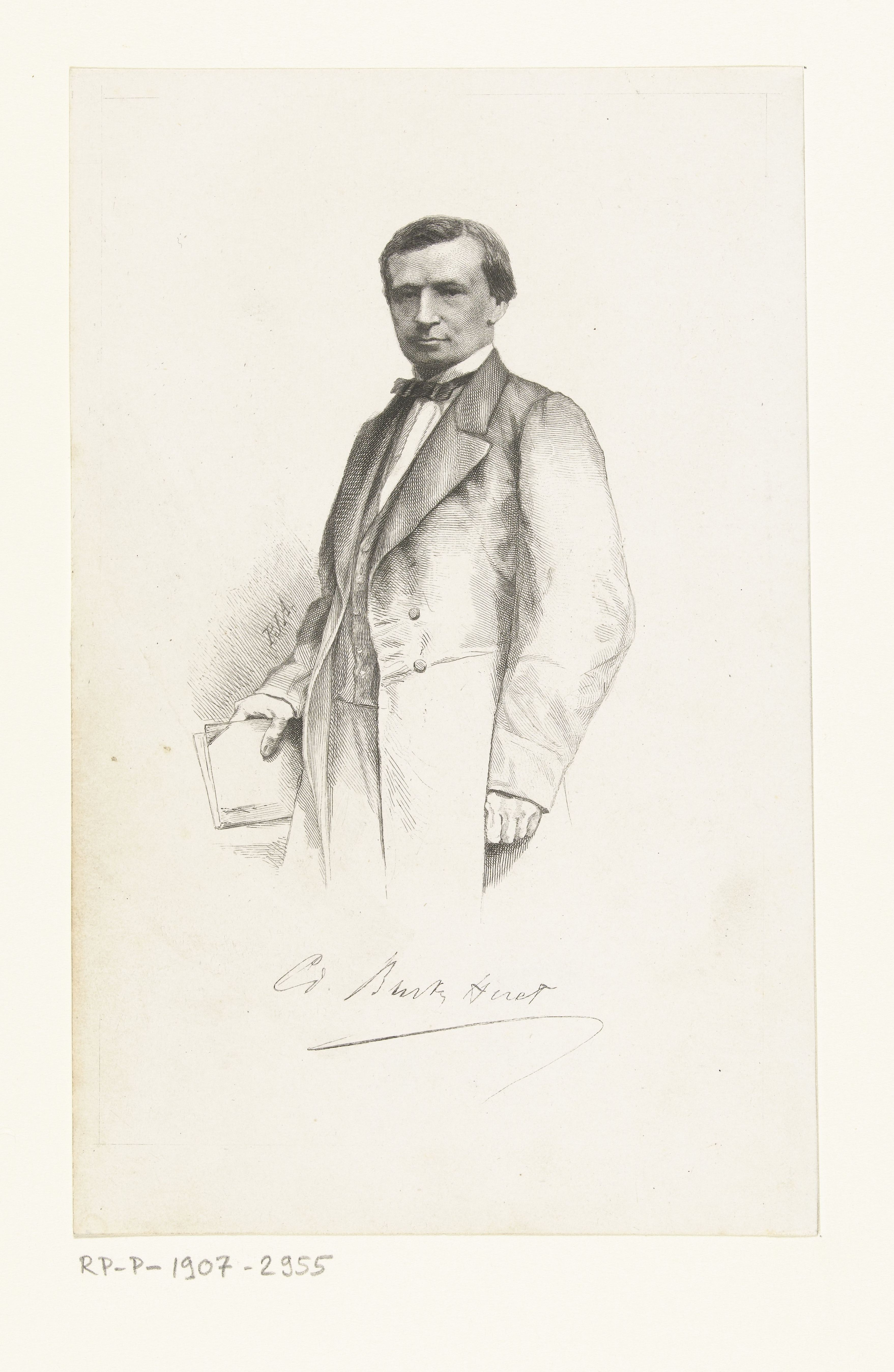
Conrad Busken Huet

In overeenstemming met zijn eigen gedachtegoed nam Huet in januari 1862 ontslag als predikant. Dankzij een van 'zijn' diakenen kreeg hij meteen een baan als redacteur bij de Oprechte Haarlemsche Courant. Daarnaast bleef hij enkele jaren optreden als kanselredenaar: tot mei 1864 hield hij geregeld zondagse, godsdienstige 'toespraken' in de Haarlemse Concertzaal. E.J. Potgieter vroeg hem literair criticus te worden in de redactie van het literaire tijdschrift De Gids. Zijn opdracht als redacteur was om één kritiek per maand af te leveren. Hij bleef verbonden aan dit tijdschrift tot 1866.
Huet zag literatuur als een uiting van beschaving; hij vond dat aan de kwaliteit van de literatuur van een maatschappij de stand van de beschaving af te lezen viel. Huet vergeleek in zijn literaire kritieken de boeken van Nederlandse schrijvers vaak met de door hem hoger gewaardeerde literatuur uit landen als Duitsland, Frankrijk en Groot-Brittannië. Hij leverde vlijmscherpe kritiek, soms op spottende toon geschreven, ook en vooral op gevestigde schrijvers, zoals Willem Bilderdijk en Jacob Cats. Hij kreeg zo de bijnaam 'de beul van Haarlem'. Deze periode van 1863 tot 1864 vormt een hoogtepunt in de Nederlandse literaire kritiek.
Busken Huets kritiek op Carel Godfried Withuys was in 1865 zo venijnig dat een van diens vrienden de schuld van Withuys' onverwachte dood bij Conrad Busken Huet, de "Beul van Haarlem", legde.
Huets benadering zorgde ervoor dat zijn kritieken belangstelling wekten. Ze leidden ook tot conflicten binnen De Gids. Twee van zijn publicaties vormden de aanleiding voor zijn afscheid van het blad in 1866. In het artikel 'Een avond aan het Hof' (1865), een kritiek op dichterlijke almanakken, voerde hij de koningin sprekend op, waarvoor het tijdschrift een officiële berisping van het Hof kreeg. In zijn artikel 'De Tweede Kamer en de staatsbegrooting voor 1865' richtte hij zich tegen de liberale staatsman Thorbecke. Dit artikel veroorzaakte een breuk in de redactie van De Gids. Zowel Huet als Potgieter vertrokken hierna uit de redactie. Ze maakten samen een reis naar Florence om de feesten ter gelegenheid van de 600e geboortedag van Dante bij te wonen.
Daarna schreef Huet artikelen in verschillende tijdschriften. Ondertussen werkte hij aan een roman. In 1868 publiceerde hij zijn roman, Lidewyde, die geen succes werd en een schandaal veroorzaakte door het realisme waarmee erotiek beschreven werd.

## Indische jaren
Al die kritiek op zijn persoon was hem te veel geworden. Huet vertrok in 1868 naar Nederlands-Indië, waar hij (hoofd)redacteur werd van de Java-Bode tot begin 1873.
Daar ontwikkelde zich een schandaal, bekend als de Hasselman-affaire. Huets reis naar Indië bleek betaald te zijn door de minister van Koloniën Hasselman. Als tegenprestatie zou hij de regering in het moederland adviseren hoe zij de Indische pers het beste in toom kon houden. 
In april 1873 verliet Huet de Java-bode en richtte een eigen krant op, het Algemeen Dagblad van Nederlandsch-Indië. Zijn kritieken werden hier minder scherp en kregen meer een voorlichtend dan een evaluerend karakter. Huet bleef acht jaar in Nederlands-Indië.

## Verblijf in Parijs
Huet keerde in 1876 terug naar Europa en vestigde zich in vrijwillige ballingschap in Parijs. Zijn neef J. l'Ange Huet nam het redacteurschap over, maar vanuit Parijs hield Huet een stevige vinger in de pap en bleef kritische bijdragen leveren. Dit leidde ertoe dat l'Ange Huet, als verantwoordelijk redacteur, op Java een gevangenisstraf kreeg opgelegd.
Hij schreef tevens werken over de cultuurgeschiedenis: 'Van Napels naar Amsterdam' (1877), 'Parijs en omstreken' (1878) en de boeken 'Het Land van Rubens' (1879) en 'Het Land van Rembrand' (Huet spelde de naam met een -d)(1882-1884). Door dit monumentale werk sprak men voortaan over de 17e eeuw als de Gouden Eeuw in de Nederlandse kunst en werd Rembrandt als haar grootste schilder beschouwd. Hij werkte gedurende vier jaar dag en nacht aan dit boek. Dit trok een zware wissel op zijn gezondheid.

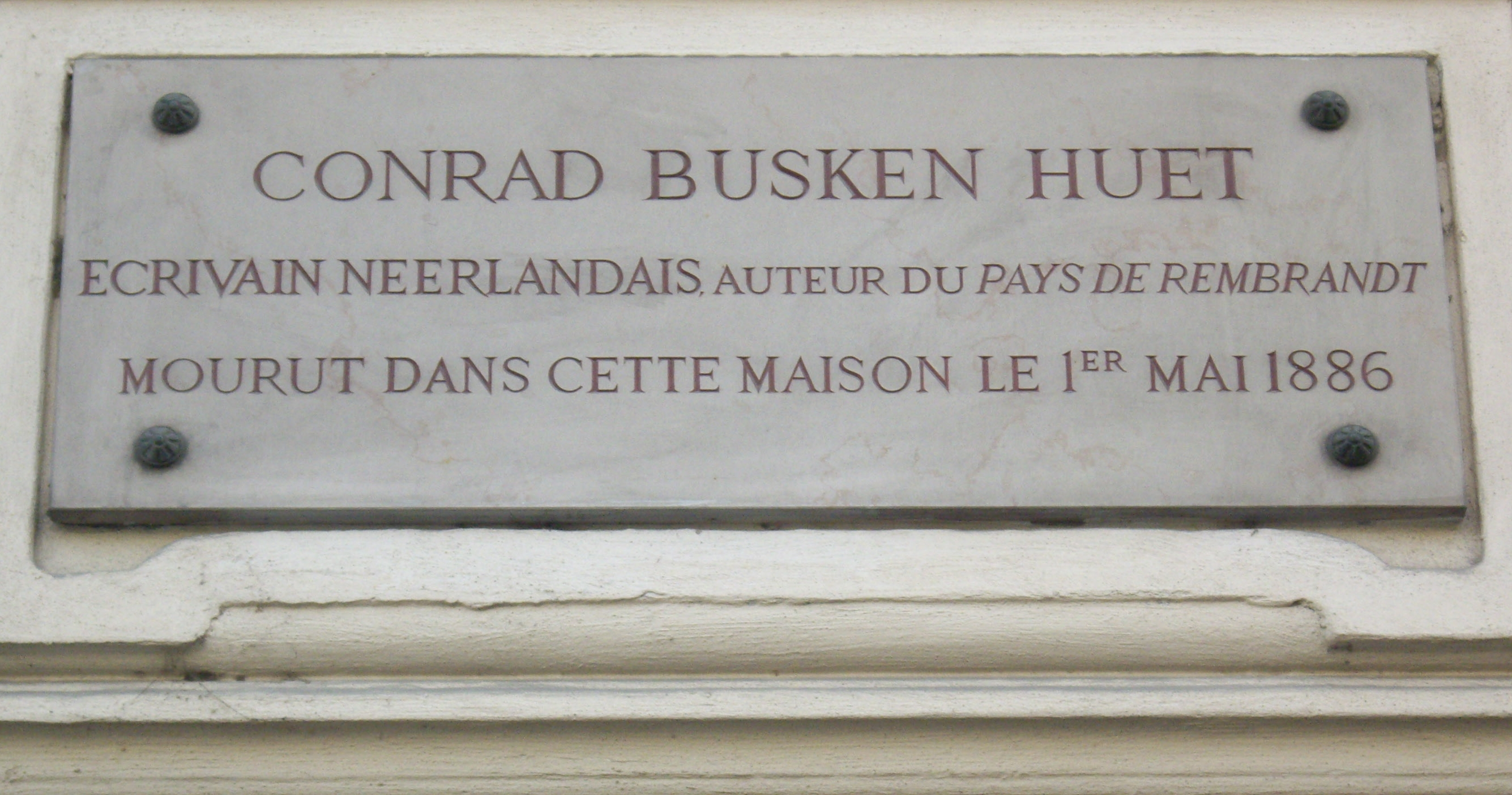
Plaquette aangebracht op nr. 107 rue de l'Université, 7 Parijs

Huet overleed te Parijs in 1886. Hij werd herdacht in De Nieuwe Gids als degene in wiens werk een geheel tijdvak lag weerspiegeld.

## Besluit
Hij werd gedurende zijn leven niet erg gewaardeerd voor zijn pionierswerk en de inbreng van zijn literaire en culturele bagage. Bovendien was hij tegelijk radicaal en aristocratisch. Het leverde hem geen officiële erkenning, geen eredoctoraat, noch een benoeming tot hoogleraar op. Hij maakte te veel vijanden in literaire kringen door op rechtlijnige wijze met zijn scherpe kritiek zijn tegenstanders af te maken. Huet was telkens verwonderd over de opschudding die zijn geschriften veroorzaakten, want hij zag deze als een middel om de Nederlandse literatuur op een hoger niveau te brengen. Deze miskenning door het thuisfront heeft hij nooit kunnen accepteren.

## Werken (selectie)
- Geschiedenis der Christelyke godgeleerdheid gedurende het apostolisch tydvak[a][b][c]. Vert. van: Histoire de la théologie chrétienne au siècle apostoloque. - 1853
- De Nederlandsche Gustaaf-Adolfvereeniging en hare bestryding[d] (1854)
- Groen en rijp (1854). Onder het pseudoniem 'Thrasybulus'
- Jacques Saurin en Théodore Huet. Proeve van kerkgeschiedkundige kritiek[e] (1855)
- Vragen en antwoorden: Brieven over den Bijbel[f] (1857-1858)
- Overdrukjes. Schetsen en verhalen[g] (1858)
- Stichtelijke lektuur[h] (1859). Bevat tevens een antwoord aan de redactie van "Waarheid in Liefde"
- Toegepaste logica[i] (1860)
- Herders en schapen. Drie novellen[j][k] (1861). Door George Eliot; vert. door Cd. Busken Huet
- Kanselredenen[l] (1861)
- Onze bede. Toespraak gehouden in de concertzaal te Haarlem[m] (1862)
- Aan mevr. Bosboom Toussaint[n] (1862)
- Schetsen en verhalen[o] (1863). Van Cd. en Anne Busken Huet
- Lambertus de Visser[p] (ca. 1863)
- Abrahams offerande[q] (ca. 1863)
- Achitofel[r] (ca. 1863)
- Het eene nodige[s] (ca. 1863)
- Elia's hemelvaart[t] (ca. 1863)
- Onrust[u] (ca. 1863)
- De nagedachtenis van Jezus[v] (ca. 1863)
- Het woord van Jezus[w] (ca. 1863)
- Menschenwaarde[x] (ca. 1863)
- Het loon der godsdienst[y] (ca. 1863)
- De leer der wedergeboorte[z] (ca. 1863)
- Een oudtestamentisch karakter[aa] (ca. 1863)
- Afscheidsrede, gehouden in de concertzaal te Haarlem[ab] (1864)
- Verspreide polemische fragmenten[ac] (1864)
- Aan J. H. Gunning, predikant bij de Hervormden te 's Gravenhage[ad] (1864)
- Ernst of kortswijl? Naar aanleiding der "Lotgevallen van Klaasje Zevenster", door Mr. J. van Lennep[ae] (1866)
- Ada van Holland. Eene historisch-litterarische studie[af] (1866)
- Ongevraagd advies, in de zaak van Pierson tegen Réville c.s.[ag] (1866)
- Ten Kate en zijne "Schepping"[ah] (1867)
- Multatuli[ai] (1867)
- Lidewyde[aj][ak] (roman, 1868)
- Litterarische fantasien[al] (1868). Eerste reeks
- Stichtelijke lectuur[am] (1870)
- Litterarische fantasiën[an][ao] (1873)
- Novellen[ap] (1873)
- Nieuwe litterarische fantasiën[aq][ar] (1873)
- De Van Haren's[as] (1875). Betreft: Willem van Haren en Onno Zwier van Haren
- Verscheidenheden. Eerste gedeelte[at] (1875)
- Nederlandsche belletrie, 1857-1876. Kritieken[au][av][aw] (1876)
- Nationale vertoogen[ax] (1876)
- George Sand[ay] (1877)
- Oude romans[az][ba] (1877)
- Van Napels naar Amsterdam. Italiaansche reis-aanteekeningen[bb] (1877)
- Potgieter 1860-1875. Persoonlijke herinneringen[bc] (1877)
- Parijs en omstreken[bd] (1878)
- Litterarische fantasien. Nieuwe reeks[be][bf][bg][bh] (1878-1879)
- Het land van Rubens. Belgische reisherinneringen[bi] (1879)
- Litterarische fantasien. Derde reeks[bj][bk][bl][bm] (1879)
- Litterarische fantasien. Vierde reeks[bn][bo][bp][bq][br][bs][bt][bu][bv][bw] (1880-1888)
- Litterarische fantasien en kritieken. 6e druk 1884[bx], 26 delen, uitgegeven tussen 1881 en 1888
- Nationale vertoogen[by][bz] (ca. 1882)
- Het land van Rembrand. Studiën over de Noordnederlandsche beschaving in de zeventiende eeuw[ca][cb][cc]  (1882-1884)
- Brieven van Cd Busken Huet[cd][ce] (1890)
- De Bruce's (1898). (Robert Bruce's leerjaren[cf]; Jozefine[cg]). Eerst verschenen in: het Alg. dagblad van Nederlandsch Indië van 1875, en enkele episoden gewijzigd in Nederland, 1878: I, II
- Nalezing[ch] (1903)